# Vissarionovella
Vissarionovella es un género de foraminífero bentónico considerado como nomen nudum e invalidado, aunque considerado perteneciente a la subfamilia Dainellinae, de la familia Loeblichiidae, de la superfamilia Loeblichioidea, del suborden Fusulinina y del orden Fusulinida. Su especie tipo es Eostaffella ikensis. Su rango cronoestratigráfico abarcaba el Serpujoviense inferior (Carbonífero inferior).

## Discusión
Clasificaciones previas hubiesen incluido Vissarionovella en la subfamilia Endostaffellinae, de la familia Endothyridae de la superfamilia Endothyroidea. Clasificaciones recientes hubiesen incluido Vissarionovella en el orden Endothyrida, de la subclase Fusulinana, de la clase Fusulinata.

## Clasificación
Vissarionovella incluía a las siguientes especies:
- Vissarionovella donzellii †
- Vissarionovella ikensis †
- Vissarionovella llangollensis †
- Vissarionovella tujmasensis †